# Летисия (королева Испании)
Лети́сия (урождённая Лети́сия Орти́с Рокасола́но, исп. Letizia Ortiz Rocasolano; род. 15 сентября 1972, Овьедо, Астурия) — королева-консорт Испании, супруга короля Филиппа VI.

## Образование и карьера
Леди Летисия — старшая дочь журналиста Хесуса Хосе Ортиса А́львареса и медсестры Марии Паломы Рокасолано Родригес. Крестины Летисии состоялись 29 сентября 1972 года. У Летисии вскоре появились две младшие сестры: Тельма (род. 1973) и Эрика (1975—2007). Их родители развелись в 1987 году.
Летисия училась в государственной школе La Gesta 1 в Овьедо, а затем семья переехала в Мадрид. Когда ей было всего 10 лет, она стала принимать участие в передаче «El Columpio» на радио Antena 3. В Мадриде Летисия окончила среднюю школу Ramiro de Maeztu. Затем она поступила в один из старейших университетов мира — Мадридский университет Комплутенсе, где она получила дипломы бакалавра и магистра в журналистике.
Ещё во время учёбы в университете Летисия была интерном в газете «La Nueva España» (1992—1993 годы), в газете ABC и в агентстве новостей EFE. После окончания университета Летисия некоторое время работала в газете «Siglo XXI» в Мексике. Вернувшись в Испанию, она продолжила карьеру в испанском филиале экономического телевизионного канала Блумберга, а затем перешла в телекомпанию CNN+.
В 2000 году Летисия получила награду Мадридской ассоциации прессы — Premio Mariano José de Larra (Премия Мариано Хосе де Ларра). Эта награда присуждается молодым журналистам до 30 лет за выдающиеся профессиональные достижения.
В августе 2003 года Летисия стала ведущей ежедневной вечерней программы новостей Telediario на телеканале TVE, где она работала тележурналистом с 2000 года.

## Первый брак
7 августа 1999 года Летисия вышла замуж за Алонсо Герреро Переса, своего школьного учителя литературы, с которым она встречалась 10 лет. Брак был зарегистрирован только в мэрии и закончился разводом в 2000 году.

## Помолвка и свадьба с принцем Астурийским

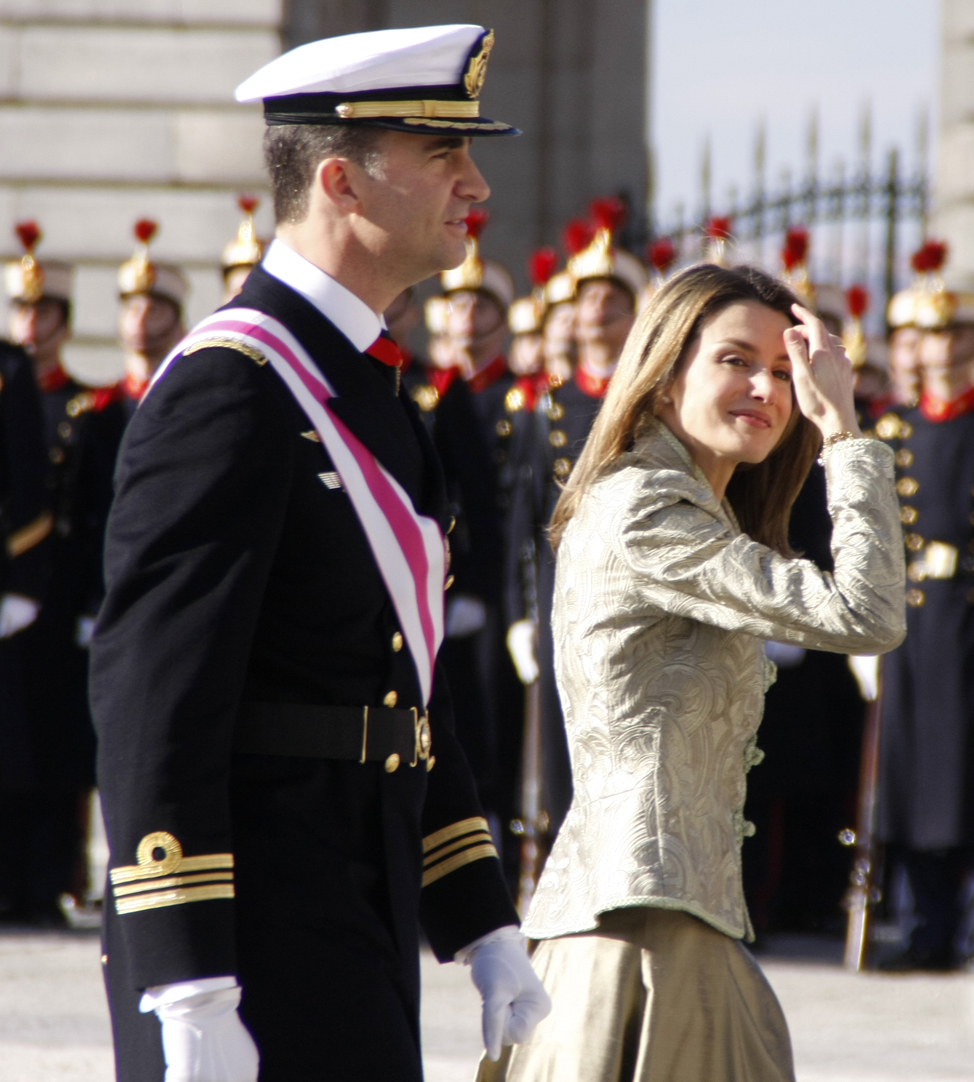
Принц и Принцесса Астурийские на военном параде 2009 года

1 ноября 2003 года абсолютно неожиданно для всех королевский дворец объявил о грядущей помолвке принца Астурийского Фелипе и журналистки Летисии Ортис Рокасолано.
6 ноября 2003 года в 12:30 дня состоялась торжественная помолвка. Фелипе подарил невесте обручальное кольцо из белого золота, а Летисия вручила Фелипе запонки из белого золота с сапфирами и книгу классика испанской литературы Мариано Хосе де Ларры «Паж короля Энрике Слабого». Затем Фелипе и Летисия приняли участие в пресс-конференции для 250 журналистов из более чем 10 стран мира. После помолвки Летисия переехала во дворец Сарсуэла.
Поскольку первый брак Летисии не был церковным, Католическая церковь не возражала против её бракосочетания с принцем Астурийским.
Свадьба состоялась 22 мая 2004 года в кафедральном соборе Санта-Мария ла Реаль де ла Альмудена в Мадриде. Венчание транслировалось телевизионными каналами многих стран, которые собрали у экранов около 1,5 миллиарда зрителей во всем мире. Невеста предстала перед алтарем в белом свадебном платье от Мануэля Пертегаса, с почти 5-метровым шлейфом и в шелковой фате.

## Принцесса Астурийская

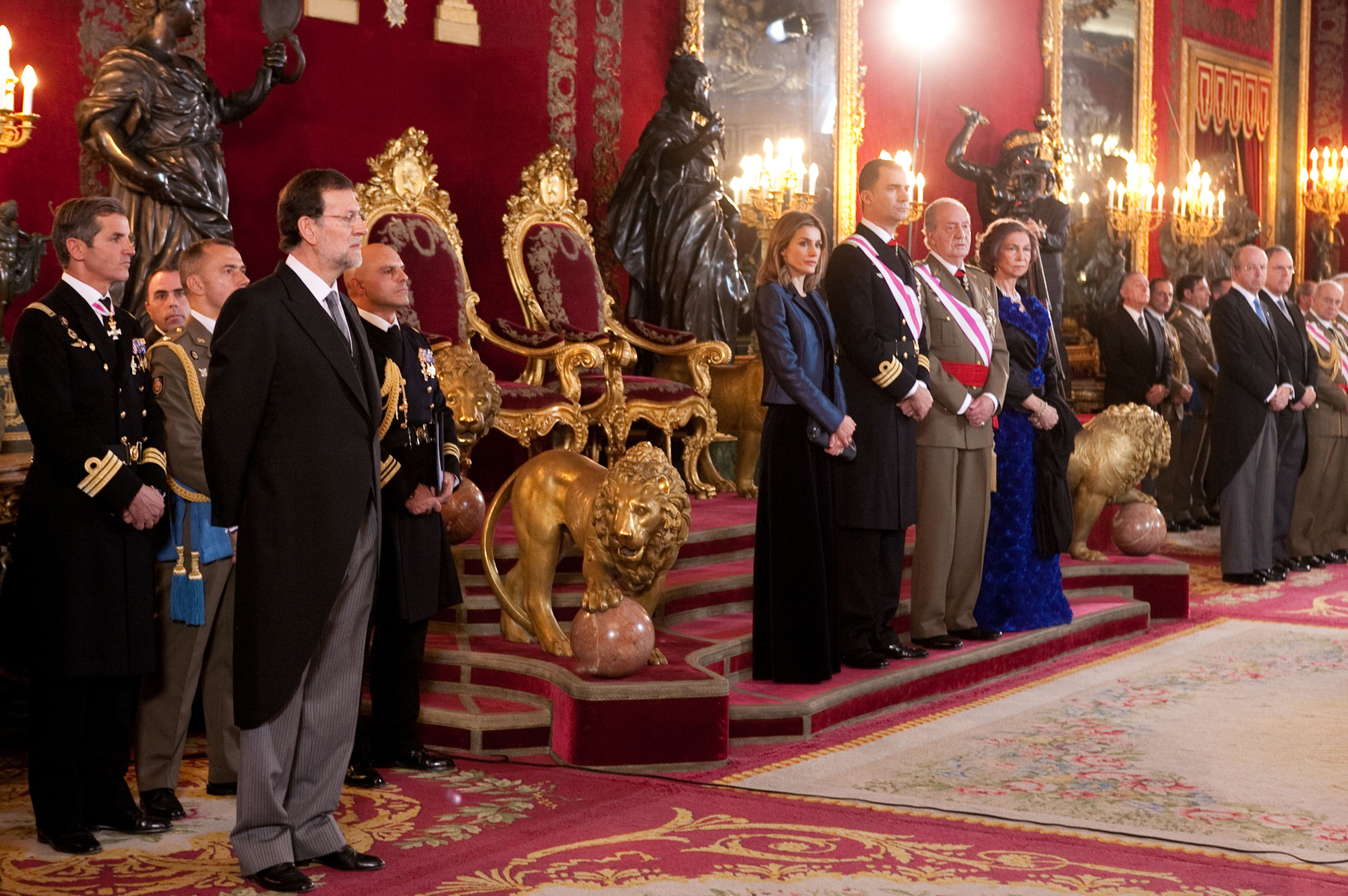
Король Хуан Карлос и королева София с принцем и принцессой Астурийскими на Военной пасхе, 2009

Принцесса Летисия немедленно приступила к исполнению обязанностей своего супруга и много путешествовала по Испании, представляя интересы своего свёкра. Они также представляли Испанию в других странах: вместе со своим мужем она побывала в Иордании, Мексике, Перу, Венгрии, Доминиканской Республике, Панаме, Соединенных Штатах, Сербии, Бразилии, Уругвае, Швеции, Дании, Японии, Китае и Португалии. Она также встречала высокопоставленных лиц из-за рубежа вместе с другими членами королевской семьи и присутствовала на встречах иностранных королевских семей в Люксембурге по случаю серебряной годовщины свадьбы великого герцога Анри и великой герцогини Марии Терезы, а также в Нидерландах по случаю 40-летия Виллема-Александра, принца Оранского.
Самостоятельная программа Летисии была анонсирована в 2006 году, вскоре после объявления о её второй беременности. Летисия выступала перед несколькими аудиториями, и её работа сосредоточена на социальных вопросах, таких как права детей, редкие заболевания, культура и образование. В конце 2007 года в её самостоятельной программе стало больше мероприятий, на которых она выступала сама, а программы Филиппа и Летисии стали более чёткими и раздельными.
В сентябре 2010 года Испанская ассоциация по борьбе с раком (AECC) назначила её почетным президентом Ассоциации и её научного фонда.

## Королева-консорт Испании

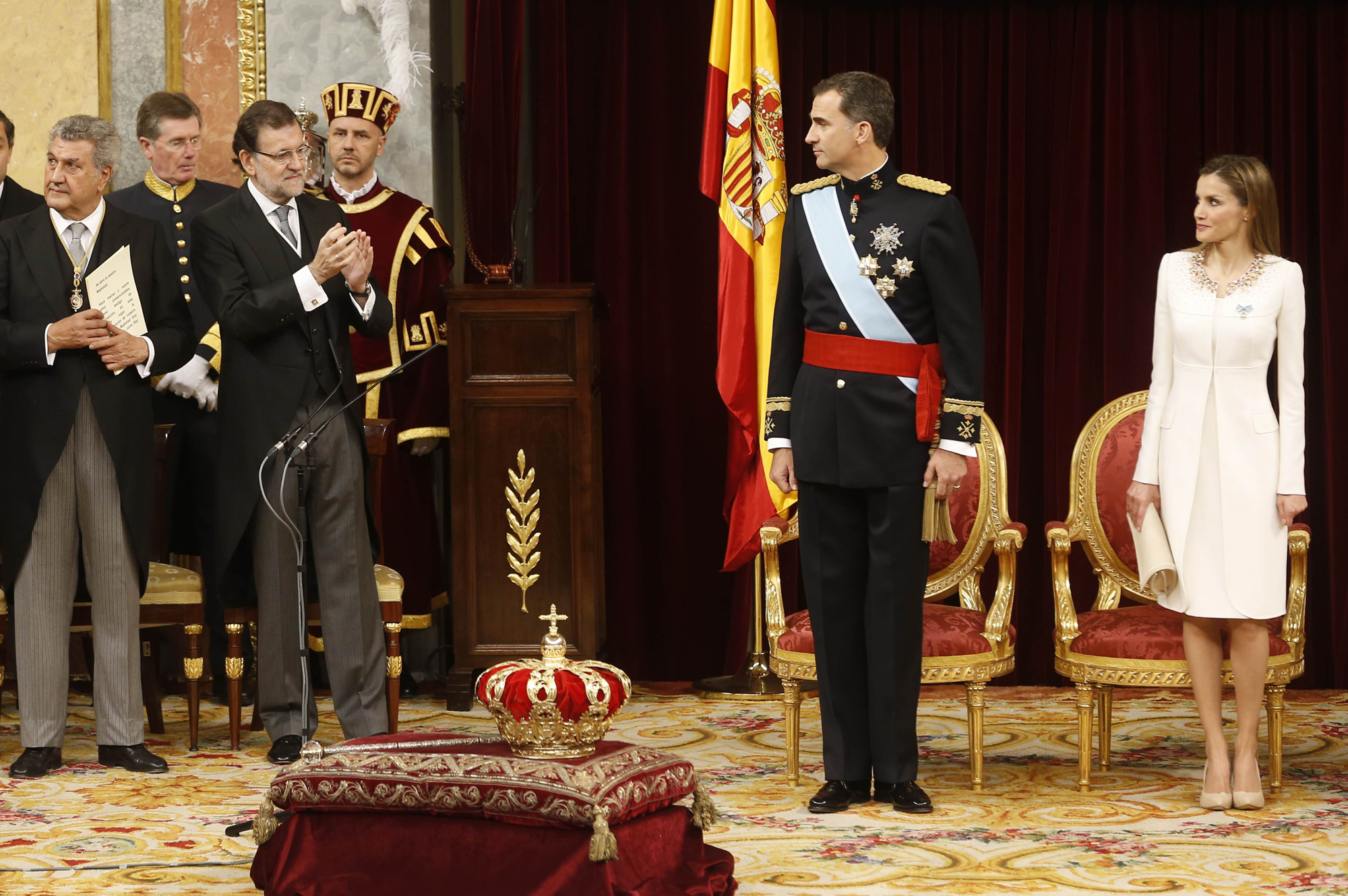
Филипп и Летисия во время провозглашения нового суверена перед испанским парламентом

19 июня 2014 года Летисия стала королевой-консортом Испании после вступления на престол своего мужа Филиппа VI и носит титул «Её Величество». Она является первой королевой-консортом испанского происхождения со времён Марии де лас Мерседес Орлеанской, первой жены Альфонсо XII, в 1878 году. Она также является первой испанской королевой, родившейся простолюдинкой. Королева-консорт присутствовала, когда король Хуан Карлос I вручал своему сыну, королю Филиппу VI, орден генерал-капитана Вооруженных сил (символизирующий передачу королевской и военной власти), а также когда Филипп клялся перед Генеральными кортесами выполнять свои обязанности, защищать Конституцию, а также уважать права граждан и регионов Испании.
Королева Летисия впервые выступила в качестве королевы 23 июня 2014 года на открытии выставки «Эль Греко и современная живопись» в музее Прадо в Мадриде. 25 июня 2014 года король назначил Хосе Мануэля де Сулету-и-Алехандро, 14-го герцога Абрантеса, её личным секретарем. Во время своей первой зарубежной поездки в качестве короля и королевы Филипп и Летисия встретились с Папой Франциском 30 июня 2014 года в Апостольском дворце. Позже они встретились с государственным секретарем Святого Престола Пьетро Паролином в сопровождении Антуана Камиллери, заместителя секретаря по отношениям с государствами. Этот визит последовал за визитом короля Хуана Карлоса I и королевы Софии, состоявшимся 28 апреля.

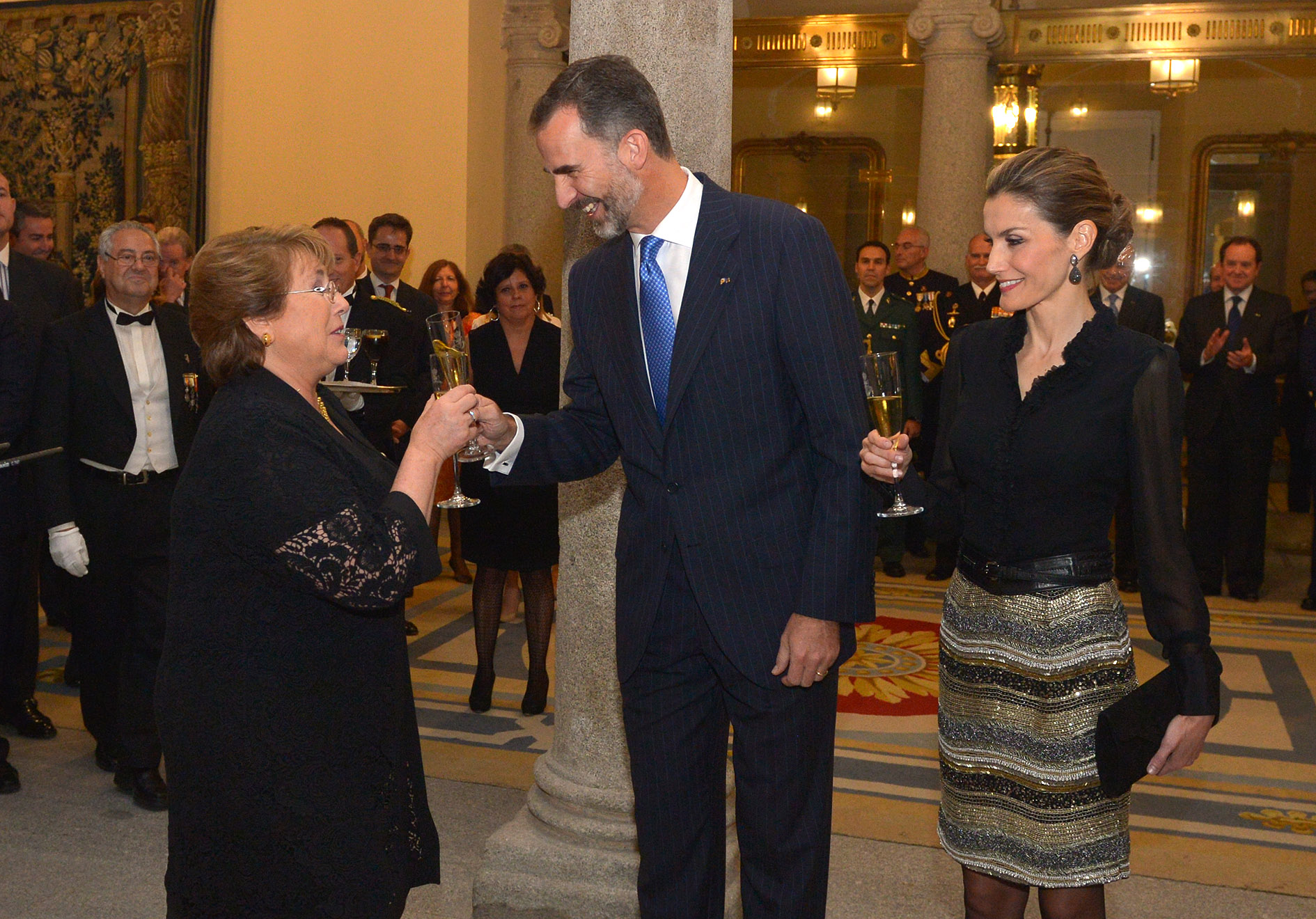
Король и королева на официальном приеме, который президент Чили Мишель Бачелет устроила во время своего государственного визита в Испанию

В сентябре 2014 года Летисия возглавила Королевский совет по делам инвалидов – правительственное учреждение, находящееся под защитой Короны, президентом которого является супруга правящего монарха. 25 октября 2014 года она присутствовала на церемонии вручения премии принца Астурийского, последней с таким названием. С 2015 года премия была переименована в «Премию принцессы Астурийской», а ее президентом стала Леонор, принцесса Астурийская. 27 октября 2014 года она отправилась в Вену, Австрия, на открытие выставки, посвященной испанскому художнику Диего Веласкесу, которая ознаменовала её первый международный персональный визит. Там она встретилась с президентом Австрии Хайнцем Фишером и его женой Маргит Фишер. Это был не последний её самостоятельный зарубежный визит в том году, в ноябре королева посетила Португалию для участия в церемонии закрытия 2-го Иберо-американского совещания по редким заболеваниям и Италию для участия во Второй Международной конференции по питанию, организованной Продовольственной и сельскохозяйственной организацией Объединенных Наций, где она выступила с основной речью. В своей речи она высоко оценила роль женщин в борьбе с голодом, назвала «неприемлемым» тот факт, что более 850 миллионов человек в мире страдают от голода, и потребовала, чтобы пищевая промышленность уравновесила свои «коммерческие интересы» с «ответственностью» за искоренение ожирения. В декабре 2014 года она председательствовала на общем собрании Испанской ассоциации борьбы с раком, ассоциации, которую она возглавляет с 2010 года и которую она продолжает возглавлять как королева.

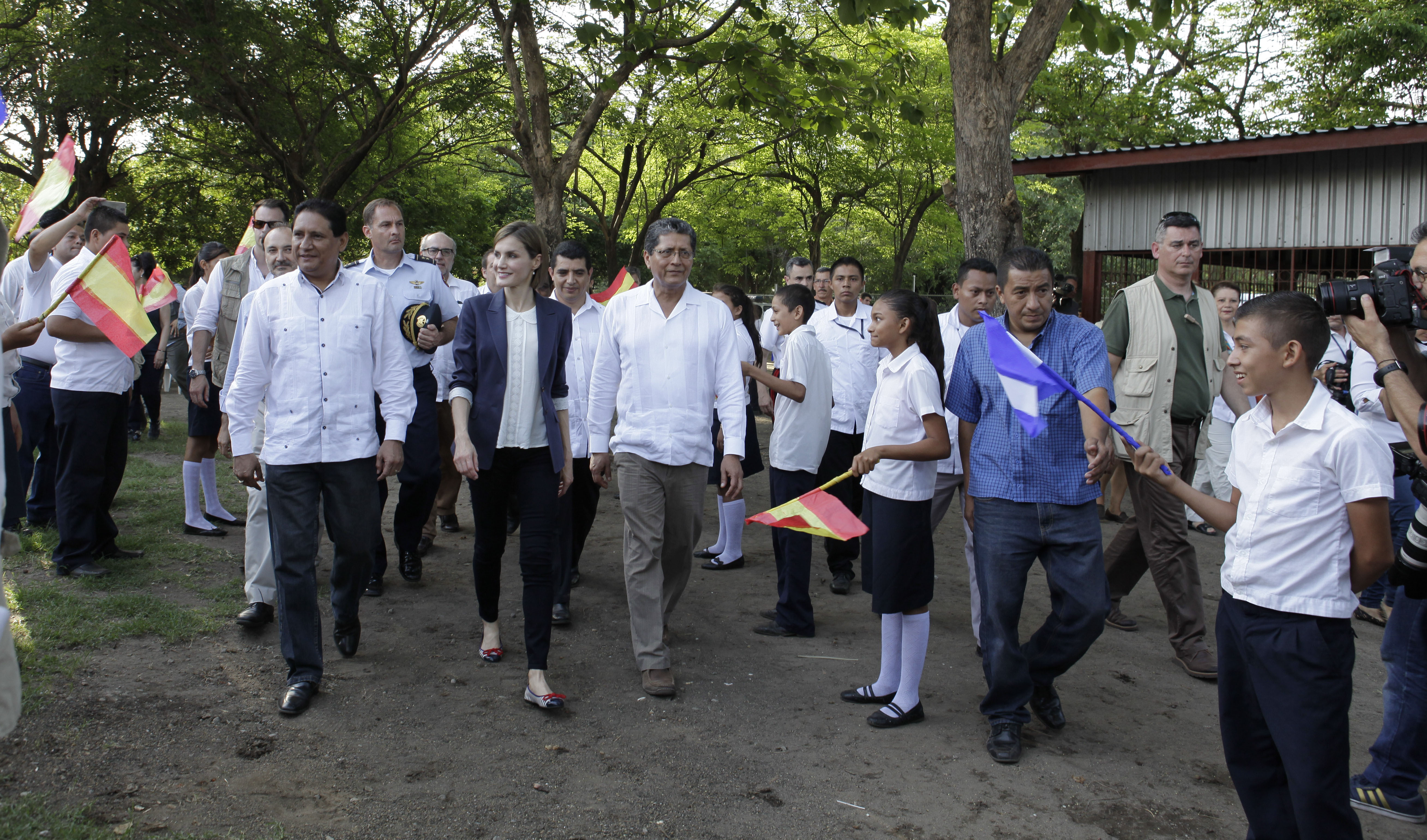
Королева Летисия во время своего визита в Хикилиско, Сальвадор

В течение 2015 года Летиция продолжала оказывать поддержку социальным организациям, связанным с соответствующими заболеваниями, посещая мероприятия и собрания Испанской ассоциации по борьбе с раком, Испанской федерации редких заболеваний и Испанского Красного Креста, среди прочих. Король и королева запланировали свой первый государственный визит во Францию на март 2015 года. Однако 24 марта 2015 года им пришлось отложить визит из-за того, что пилот рейса 9525 авиакомпании Germanwings намеренно разбил самолет во Французских Альпах, в результате чего погибло 150 человек, в том числе 51 испанец. В начале июня они возобновили государственный визит, и их приветствовал президент Франции Франсуа Олланд. Они также встретились с премьер-министром Мануэлем Вальсом, председателем Сената Франции Жераром Ларше, председателем Национальной ассамблеи Клодом Бартолоном и мэром Парижа Анн Идальго. 13 апреля 2015 года королева Летисия посетила Артиллерийскую академию, это стало её первым самостоятельным военным мероприятием. Несколько дней спустя она отправилась со своим мужем в Копенгаген, Дания, чтобы отметить 75-летие королевы Маргрете II. С 25 по 28 мая 2015 года Летисия совершила свой первый самостоятельный международный визит в Гондурас и Сальвадор.
В июне 2015 года Летиcия была назначена Специальным послом Продовольственной и сельскохозяйственной организации Объединенных Наций по вопросам питания. В конце этого месяца, после поездки во Францию, она и король совершили государственный визит в Мексику, что стало их первым визитом в Америку в качестве монархов Испании. Они встретились с президентом Мексики Энрике Пенья Ньето, первой леди Анжеликой Ривера, главой города Мехико Мигелем Анхелем Мансерой и лидерами Конгресса Мексики. В конце июля 2015 года она самостоятельно отправилась в Милан, Италия, на Всемирную выставку 2015. С 14 по 19 сентября 2015 года, Король и Королева совершили официальный визит в Соединенные Штаты, где встретились с американским президентом Бараком Обамой и его супругу Мишель Обамой, а также посетили комитет Сената Соединенных Штатов по международным отношениям. Позже они отправились в Луизиану, где их встретили солдаты в традиционной форме испанской Луизианы, и в Виргинию, чтобы посетить Маунт-Вернон. В октябре 2015 года она самостоятельно отправилась в Дюссельдорф, Германия, на открытие выставки, посвященной испанскому художнику Сурбарану. В том же месяце она также сопровождала короля Филиппа на церемонии вручения премии принцессы Астурийской, первой с тех пор, как Леонора стала принцессой Астурийской. В конце 2015 года королева присутствовала на двух похоронах. Сначала, в ноябре, она вместе с остальными членами королевской семьи присутствовала на похоронах инфанта Карлоса, герцога Калабрийского, в Эль-Эскориале. Второй раз, в декабре, она присутствовала на похоронах испанских полицейских, погибших во время нападения на посольство Испании в Кабуле.
2016 год был сдержанным годом для королевской семьи. Избирательный процесс, начавшийся с парламентских выборов 2015 года, а затем парламентских выбором 2016 года затруднили Короне выработку нормального расписания. 2016 год начался для Летисии с приёма представителей различных общественных организаций, таких как Фонд секретариата рома, Ассоциации детских организаций Испании, Мадридской ассоциации по борьбе со специфическими языковыми расстройствами и Испанский фонд питания, которые проинформировали королеву о своих целях, деятельности и проектах.
В марте 2016 года утечка текстовых сообщений между Летисией и бизнесменом Хавьером Лопесом Мадридом вызвала споры. Вместе с другими руководителями и членами правления Caja Madrid и финансовой группы Bankia, Мадрид был обвинен в коррупции. В октябре 2014 года Летисия пообещала ему свою поддержку, отправив сообщение: «Мы знаем, кто ты, и ты знаешь, кто мы. Мы знаем друг друга, нравимся друг другу, уважаем друг друга. К черту все остальное. Целую, приятель по йоге (скучаю по тебе!!!)». Филипп также присоединился, написав сообщение: «Мы действительно любим тебя!». Газета El Diario позже опубликовала эти сообщения. Представитель дворца впоследствии заявил, что король и королева больше не являются друзьями с Лопесом Мадридом из-за его юридических проблем. Также в марте Летисия совершила первую из двух международных поездок, которые она совершила в 2016 году. Она сопровождала короля Филиппа в Пуэрто-Рико, чтобы возглавить 7-й Международный конгресс испанского языка. 22 апреля 2016 года король и королева дали аудиенцию испанскому фигуристу Хавьеру Фернандесу после победы на чемпионате мира 2016 года (его второй титул подряд). В завершение года, в конце ноября 2016 года, король и королева совершили государственный визит в Португалию, где встретились с президентом Португалии Марсело Ребелу ди Соузой и премьер-министром Антониу Коштой, среди прочих. Пока король выполнял свои конституционные обязательства перед португальскими властями, королева встретилась с президентом Португальской лиги борьбы с раком Виктором Велозу.

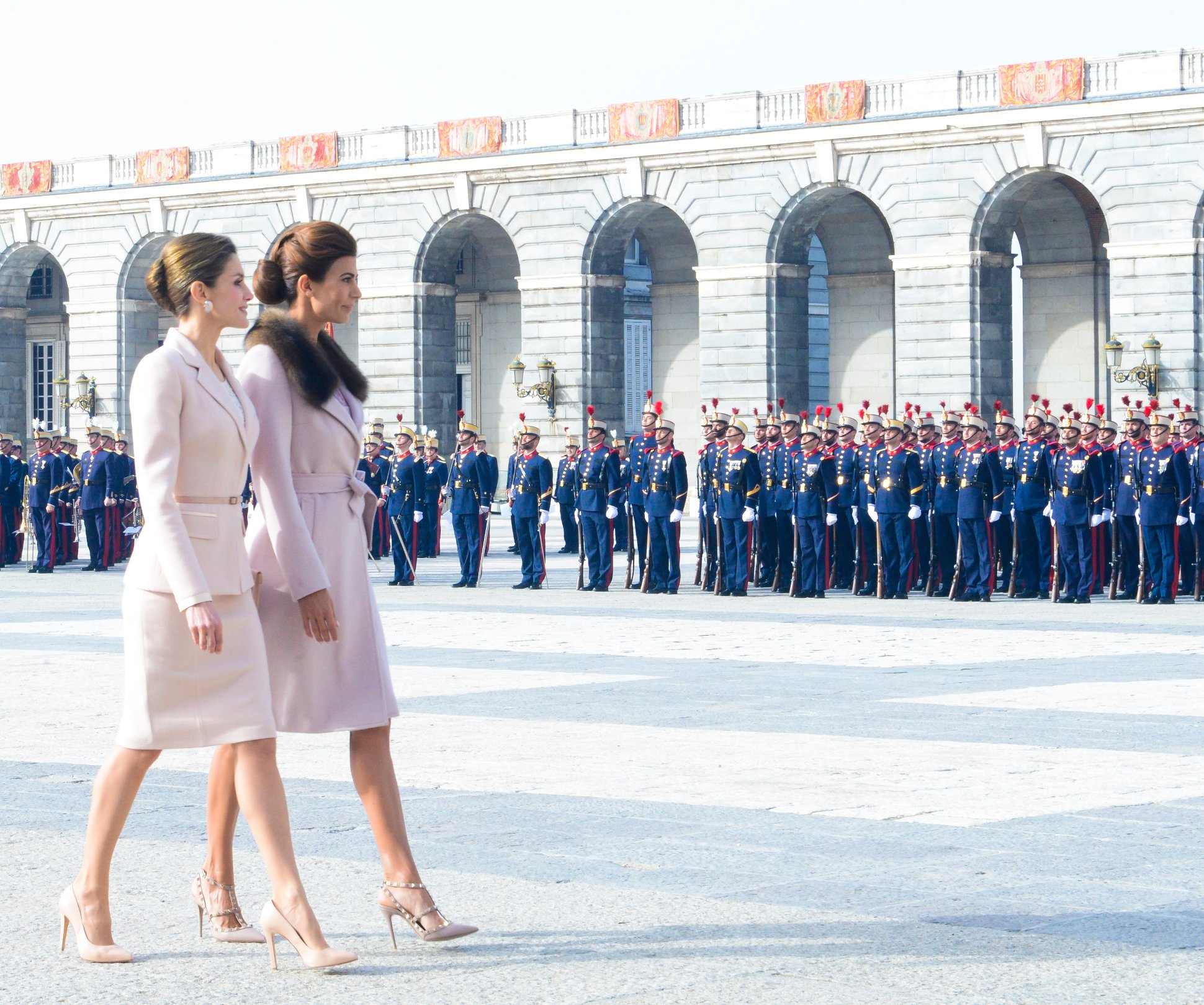
Летисия вместе с Хулианой Авада, первой леди Аргентины, в 2017 году

2017 год начался так же, как и прошлый, с встречи Летисии с некоторыми соответствующими общественными организациями, которые она возглавляла. В феврале король и королева принимали важных иностранных лидеров в королевском дворце Сарсуэла, таких как президент Германии Йоахим Гаук и его супруга Герхильд Радтке и президент Венгрии Янош Адер и его супруга Анита Герцег. Именно на встрече с последними гостями королевская семья узнала о первоначальном судебном решении, в котором Иньяки Урдангарин, шурин короля, был признан виновным в нескольких коррупционных преступлениях. С сестры короля, инфанты Кристины, были сняты все обвинения. В завершение месяца Филипп и Летисия приняли президента Аргентины, Маурисио Макри и первую леди Хулиану Авада во время их государственного визита в Испанию.
23 марта 2017 года она совершила свою первую в этом году самостоятельную поездку в Порту, Португалия, для участия в 7-й конференции «Табак или здоровье». Там она встретилась с президентом Португалии, Европейским комиссаром по здравоохранению и безопасности Витянисом Андрюкайтисом, министром здравоохранения Португалии Адалберто Кампушем Фернандешем и мэром Порту Руй Морейрой. В апреле 2017 года королева Летисия и король Филипп совершили государственный визит в Японию. В конце года они отправились в Нидерланды, чтобы отпраздновать 50-летие Виллема-Александра. В мае они пригласили на обед иорданскую принцессу Муну Аль-Хусейн и президента Португалии. Они также отпраздновали вместе с королем Хуаном Карлосом и королевой Софией 40-летие Фонда королевы Софии и 10-летие Центра Альцгеймер Фонда. В середине июля 2017 года члены испанской королевской семьи совершили государственный визит в Великобританию, где встретились с королевой Елизаветой II и принцем Филиппом, герцогом Эдинбургским. Они также воссоединились с принцем Уэльским и герцогиней Корнуоллской, Чарльзом и Камиллой.
31 октября 2018 года королева стала свидетельницей первого публичного выступления своей старшей дочери, принцессы Леонор, которая зачитала первую статью Конституции Испании во время празднования 40-й годовщины Великой Хартии вольностей. Год спустя, 18 октября 2019 года, Летисия сопровождала свою дочь Леонору на вручении премии принцессы Астурийской, впервые для юной принцессы. Наследница престола произнесла свою первую публичную речь на этом мероприятии.

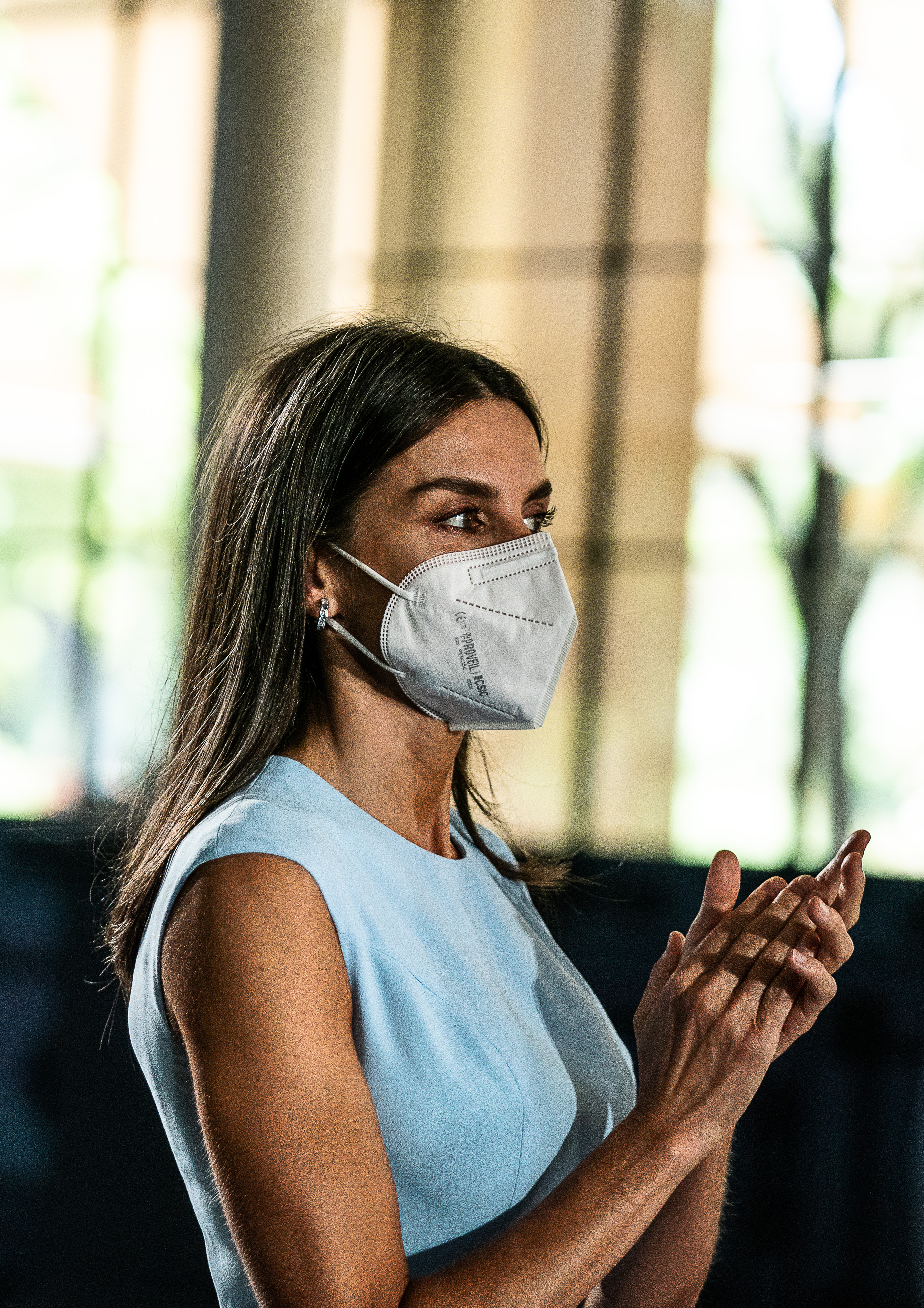
Королева Летисия в 2021 году

В период с 2020 по 2022 год в связи с пандемией COVID-19 королю Филиппу несколько раз приходилось изолировать себя на карантин из-за положительного результата теста на коронавирус. Пока он находился в изоляции, королева заменяла его на тех мероприятиях, на которые она была уполномочена конституцией (вручение наград, обеды, торжественные мероприятия и т.д.), но не в тех мероприятиях, которые тесно связаны с конституционными обязанностями (например, рабочая встреча с президентом Боснии и Герцеговины Желько Комшичем в 2022 году, которую пришлось отложить. На церемонии вручения Премии короля Хайме I 2020 года в Валенсии королева Летиция вручила лауреатам золотые медали и произнесла короткую речь, в которой восхваляла «талант, старания и щедрость» лауреатов. В 2022 году стало известно, что Летисия страдает от невромы Мортона.

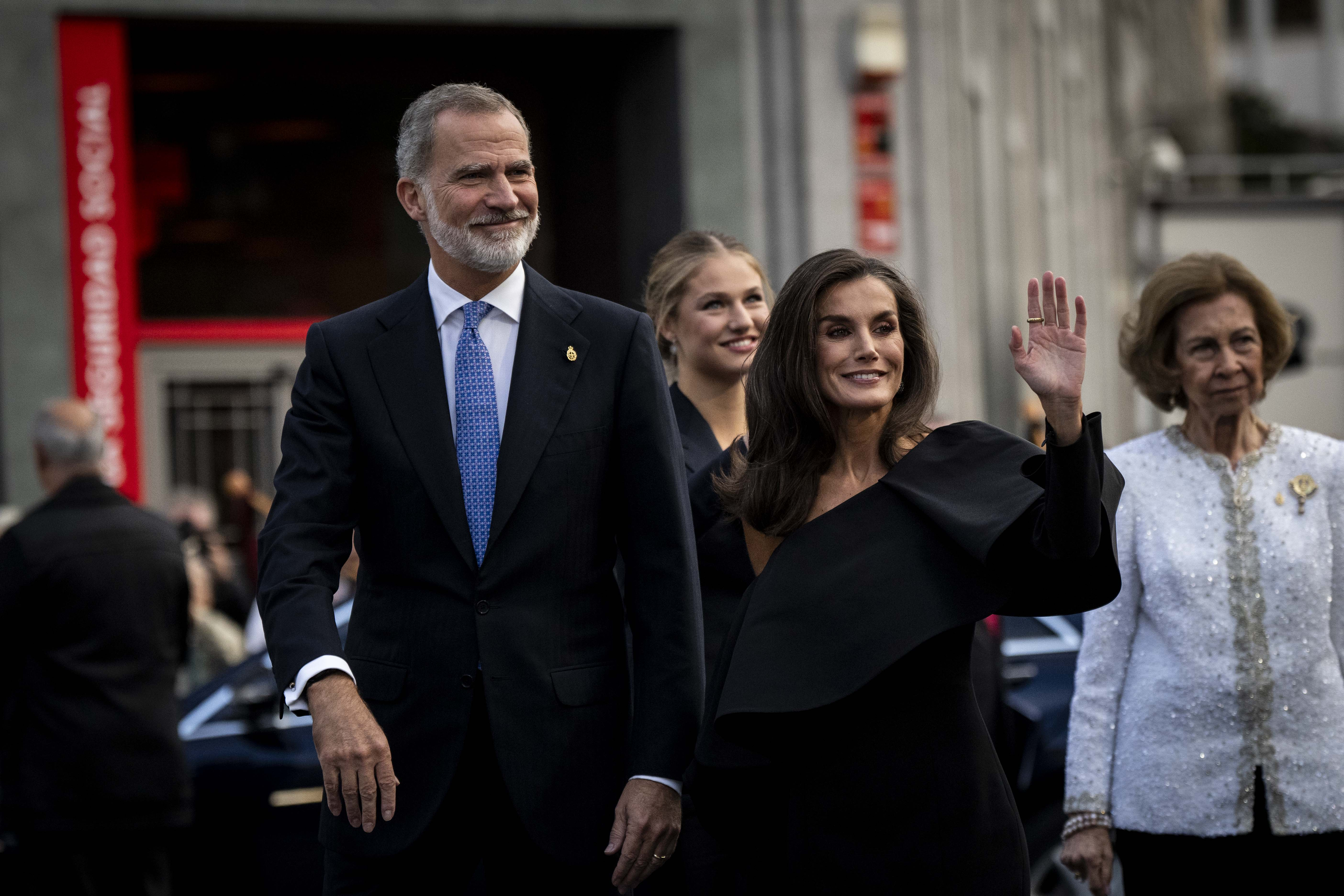
Король и королева вместе с принцессой Астурийской и королевой Софией во время церемонии вручения премии принцессы Астурийской в 2024 году.

После месячной задержки, чтобы избежать вмешательства в избирательную кампанию на парламентских выборах 2023 года, 25 июля 2023 года король и королева торжественно открыли Галерею королевских коллекций, новый музей, спонсируемый Национальным Патримонио, правительственным учреждением, охраняющим королевские активы. 17 августа 2023 года король Филипп и королева Летисия вместе с инфантой Софией сопровождали принцессу Леонору в Общевойсковую академию, где начались трехлетние военные сборы. Леонор использовала фамилию как своего отца, так и матери «Бурбон Ортис». В конце августа 2023 года она отправилась со своей младшей дочерью Софией в Австралию, чтобы посмотреть финал чемпионата мира по футболу среди женщин 2023 года между сборными Испании и Англии. Королева вручила трофей чемпионам мира, Испании, и отпраздновала победу вместе с ними на поле. Косвенно, это вызвало критику в адрес британской королевской семьи за их отсутствие на мероприятии.
30 апреля 2024 года государственный юрист Мария Долорес Оканья Мадрид была назначена личным секретарем королевы, став первой женщиной, занявшей этот пост.
3 ноября 2024 года король Испании Филипп VI, королева Летиция, премьер-министр Педро Санчес и президент Валенсийского сообщества Карлос Масон подверглись нападению во время встречи с пострадавшими от наводнений в октябре 2024 года в Пайпорте, Валенсия. Пострадавшие бросали в них грязь и предметы, в результате чего двое телохранителей получили ранения. Премьер-министра пришлось эвакуировать, но монархи остались на месте, выслушав жалобы и просьбы жителей.
После инцидента визит в соседние города был отложен, но королевский двор подтвердил, что монархи вернутся «в ближайшие дни». Король вернулся в регион 12 ноября, чтобы проверить усилия Вооружённых сил по ликвидации последствий катастрофы, а 19 ноября монархи возобновили визит, отменённый двумя неделями ранее.
22 декабря 2024 года король и королева неожиданно посетили Катарроху, чтобы снова проверить, как обстоят дела у местных жителей. Визит был совершён в сопровождении их королевских высочеств принцессы Леонор и инфанты Софии, которые находились на каникулах в своих школах.

## Дети
31 октября 2005 года в клинике Рубер в Мадриде у принцессы и принца Астурийских родилась дочь — Её королевское высочество инфанта Леонор. Крестины Леонор состоялись 14 января 2006 года. Крестными родителями стали король Испании Хуан-Карлос и королева Испании София.
25 сентября 2006 года испанский королевский дворец сообщил, что принц и принцесса Астурийские ждут в мае 2007 года появления на свет второго ребёнка. Во время второй беременности Летисии в семье Ортис произошла трагедия: младшая сестра принцессы, 31-летняя Эрика Ортис Рокасолано умерла, приняв упаковку транквилизатора. Многие СМИ указывали на самоубийство.
29 апреля 2007 года в клинике Рубер в Мадриде у принцессы Летисии и принца Астурийских родилась вторая дочь — Её королевское высочество инфанта София, названная в честь бабушки — королевы Испании Софии. Крестины инфанты Софии состоялись 15 июля 2007 года.

## Награды
Награды Испании
| Страна  | Дата вручения | Награда                                     | Награда                                     | Литеры |
| ------- | ------------- | ------------------------------------------- | ------------------------------------------- | ------ |
| Испания | 21 мая 2004   | Дама Большого креста ордена Карлоса III     | Дама Большого креста ордена Карлоса III     |        |
| Испания | 19 июня 2014  | Великий магистр ордена Королевы Марии Луизы | Великий магистр ордена Королевы Марии Луизы |        |

Награды иностранных государств
| Страна           | Дата вручения             | Награда                                                                                              | Награда                                                                                              | Литеры  |
| ---------------- | ------------------------- | --- | --- | ------- |
| Перу             | 5 июля 2004               | Дама Большого креста ордена Солнца Перу                                                              | Дама Большого креста ордена Солнца Перу                                                              |         |
| Латвия           | 16 октября 2004           | Дама Большого креста ордена Трёх звёзд                                                               | Дама Большого креста ордена Трёх звёзд                                                               |         |
| Венгрия          | 31 января 2005            | Дама Большого креста ордена Заслуг                                                                   | Дама Большого креста ордена Заслуг                                                                   |         |
| Португалия       | 25 сентября 2006          | Дама Большого креста ордена Христа                                                                   | Дама Большого креста ордена Христа                                                                   | GCC     |
| Эстония          | 9 июля 2007               | Дама Большого креста ордена Креста земли Марии                                                       | Дама Большого креста ордена Креста земли Марии                                                       |         |
| Румыния          | 26 ноября 2007            | Дама Большого креста ордена «За верную службу»                                                       | Дама Большого креста ордена «За верную службу»                                                       |         |
| Филиппины        | 3 декабря 2007            | Дама Большого креста ордена Золотого сердца                                                          | Дама Большого креста ордена Золотого сердца                                                          |         |
| Панама           | 24 ноября 2008            | Дама Большого креста ордена Васко Нуньеса де Бальбоа                                                 | Дама Большого креста ордена Васко Нуньеса де Бальбоа                                                 |         |
| Аргентина        | 9 февраля 2009            | Дама Большого креста ордена Освободителя Сан-Мартина                                                 | Дама Большого креста ордена Освободителя Сан-Мартина                                                 |         |
| Франция          | 27 апреля 2009            | Дама Большого креста Национального ордена «За заслуги»                                               | Дама Большого креста Национального ордена «За заслуги»                                               |         |
| Ливан            | 19 октября 2009           | Дама Большой ленты ордена Заслуг                                                                     | Дама Большой ленты ордена Заслуг                                                                     |         |
| Чили             | 7 марта 2011              | Дама Большого креста ордена Заслуг                                                                   | Дама Большого креста ордена Заслуг                                                                   |         |
| Марокко          | 14 июля 2014              | Дама специального класса ордена Мухамадийя                                                           | Дама специального класса ордена Мухамадийя                                                           |         |
| Нидерланды       | 15 октября 2014           | Дама Большого креста ордена Короны                                                                   | Дама Большого креста ордена Короны                                                                   |         |
| Колумбия         | 2 марта 2015              | Дама Большого креста ордена Бояки                                                                    | Дама Большого креста ордена Бояки                                                                    |         |
| Мексика          | 26 июня 2015—             | Дама Большого креста специального класса                                                             | ордена Ацтекского орла                                                                               |         |
| Мексика          | 11 июня 2008—26 июня 2015 | Дама Большого креста                                                                                 | ордена Ацтекского орла                                                                               |         |
| Перу             | 7 июля 2015               | Дама Большого креста ордена Заслуг                                                                   | Дама Большого креста ордена Заслуг                                                                   |         |
| Япония           | 31 марта 2017—            | Дама ордена Драгоценной короны 1 класса                                                              | Дама ордена Драгоценной короны 1 класса                                                              |         |
| Португалия       | 15 апреля 2018            | Дама Большого креста ордена Свободы                                                                  | Дама Большого креста ордена Свободы                                                                  | GCL     |
| Республика Корея | 15 июня 2021              | Дама ордена «За дипломатические заслуги» 1 класса                                                    | Дама ордена «За дипломатические заслуги» 1 класса                                                    |         |
| Италия           | 16 ноября 2021            | Дама Большого креста ордена «За заслуги перед Итальянской Республикой»                               | Дама Большого креста ордена «За заслуги перед Итальянской Республикой»                               |         |
| Швеция           | 24 ноября 2021            | Дама ордена Серафимов                                                                                | Дама ордена Серафимов                                                                                | LSerifO |
| Германия         | 17 октября 2022           | Дама Большого креста специального класса ордена «За заслуги перед Федеративной Республикой Германия» | Дама Большого креста специального класса ордена «За заслуги перед Федеративной Республикой Германия» |         |
| Ангола           | 7 февраля 2023            | Дама Цепи ордена Агостиньо Нето                                                                      | Дама Цепи ордена Агостиньо Нето                                                                      |         |
| Дания            | 6 ноября 2023             | Дама ордена Слона                                                                                    | Дама ордена Слона                                                                                    | RE      |